# Nitela
Nitela is een geslacht van vliesvleugelige insecten van de familie van de graafwespen (Crabronidae).

## Soorten
- N. blascoi Gayubo & Felton, 2000
- N. borealis Valkeila, 1974
- N. fallax Kohl, 1884
- N. lucens Gayubo & Felton, 2000
- N. spinolae Latreille, 1809
- N. truncata Gayubo & Felton, 2000